# Absolution
| Совокупная оценка | Совокупная оценка |
| Источник          | Оценка            |
| ----------------- | ----------------- |
| Metacritic        | 72/100            |
| Оценки критиков   |                   |
| Источник          | Оценка            |
| Q                 | [ 4 ]             |
| Entertainment.ie  | [ 5 ]             |
| Drowned in Sound  | 10/10             |
| BBC               | favourable        |
| Allmusic          | [ 2 ]             |
| NME               | 9/10              |
| The Guardian      | [ 9 ]             |
| Sputnikmusic      | 4.5/5             |
| Rolling Stone     | [ 11 ]            |
| Tiny Mix Tapes    | [ 12 ]            |

Absolution (с англ. — «Прощение») — третий студийный альбом британской рок-группы Muse, выпущенный в 2003 году лейблом A&E Records. Он был выпущен 29 сентября 2003 года в Великобритании и почти шестью месяцами позже, 23 марта 2004 года, в США лейблом Taste Music Limited.
В отличие от предыдущего альбома, запись и выпуск Absolution не были ограничены жёстким графиком, что позволило группе уделить совершенствованию и переработке песен столько времени, сколько они сочли нужным.
В 2006 году «Absolution» занял 21 место в списке 100 лучших британских альбомов. Журнал Q в феврале 2008 года поместил его на 23 место среди 100 лучших британских альбомов. В 2009 Kerrang! присудил ему 2 место в списке 100 лучших альбомов XXI века, уступив альбому American Idiot калифорнийской панк-рок-группы Green Day.

## Предыстория и запись
Группа провела большую часть 2002 года в студии за записью «Absolution». Сама запись велась на студиях в Лондоне и Лос-Анджелесе под руководством Пола Рива. Беллами говорил, что группа приняла «сознательное решение собираться в комнате и просто играть музыку», как можно дольше откладывая запись, поскольку, по их мнению, они слишком торопились с записью предыдущих альбомов.

## Релиз
«Absolution» был выпущен 23 сентября 2003 на CD и двойном виниле. Это был их первый альбом, изданный на лейбле A&E Records. С этого альбома было выпущено шесть синглов, один из которых, «Stockholm Syndrome», вышел только в цифровом виде в Интернете. Из-за обязательств перед лейблом песня не была выпущена в свободную загрузку, и за неё была установлена плата 0,99$; несмотря на это, сингл был загружен более, чем 20 000 раз.

## Чарты и критика
Альбом стартовал с первой строчки в английских чартах и вскоре достиг первого места во французских. В течение нескольких недель после релиза альбом вошёл в первую пятёрку в чартах 12 стран, десятку в 15 странах и двадцатку в 20 странах. «Absolution» был первым альбомом Muse, который попал в американские чарты, достигнув там #1 на Billboard Top Heatseekers и #107 на Billboard 200. Благодаря долгой задержке между американским и английским релизами Absolution оставался популярным необычно долго и дождался выпуска 6 синглов.
Альбом был в основном хорошо встречен критиками. И журнал Q и The Guardian дали ему оценку 4 из 5, в отличие от трёх из пяти звёзд от Allmusic и Rolling Stone. Как и в предыдущих альбомах, многие критики безуспешно пытались найти в «Absolution» следы Radiohead и вокала Тома Йорка.

## Список композиций
Все песни написаны Мэттью Беллами, Домиником Ховардом и Крисом Уолстенхолмом.
| №   | Название                      | Перевод                  | Длительность |
| --- | ----------------------------- | ------------------------ | ------------ |
| 1.  | «Intro»                       | Вступление               | 0:22         |
| 2.  | «Apocalypse Please»           | Апокалипсис, пожалуйста  | 4:12         |
| 3.  | «Time Is Running Out»         | Время истекает           | 3:56         |
| 4.  | «Sing for Absolution»         | Петь во искупление       | 4:54         |
| 5.  | «Stockholm Syndrome»          | Стокгольмский синдром    | 4:58         |
| 6.  | «Falling Away with You»       | Уходя от тебя            | 4:40         |
| 7.  | «Interlude»                   | Интерлюдия               | 0:37         |
| 8.  | «Hysteria»                    | Истерия                  | 3:47         |
| 9.  | «Blackout»                    | Затемнение сознания      | 4:22         |
| 10. | «Butterflies and Hurricanes»  | Бабочки и ураганы        | 5:01         |
| 11. | «The Small Print»             | Мелким шрифтом           | 3:28         |
| 12. | «Fury» (японский бонус-трек)  | Ярость                   | 5:02         |
| 13. | «Endlessly»                   | Бесконечно               | 3:49         |
| 14. | «Thoughts of a Dying Atheist» | Мысли умирающего атеиста | 3:11         |
| 15. | «Ruled by Secrecy»            | Управляемые тайной       | 4:54         |

Первоначальные копии CD содержали внутреннюю ошибку: треки Interlude и Hysteria были поменяны местами.
| №  | Название                                          | Длительность |
| -- | ------------------------------------------------- | ------------ |
| 1. | «The Making of Absolution» (документальный фильм) |              |

| №  | Название              | Перевод               | Длительность |
| -- | --------------------- | --------------------- | ------------ |
| 1. | «Stockholm Syndrome»  | Стокгольмский синдром | 7:14         |
| 2. | «New Born»            | Новорождённый         | 6:11         |
| 3. | «Muscle Museum»       | Музей мышц            | 4:18         |
| 4. | «Hysteria»            | Истерия               | 4:14         |
| 5. | «Bliss»               | Блаженство            | 4:01         |
| 6. | «Time Is Running Out» | Время истекает        | 4:06         |

Этот бонус-диск полностью состоит из концертных записей с фестиваля Big Day Out в Сиднее, 23 января 2004 года, организованного австралийской радиостанцией Triple J, звучавших в радиошоу «Live At The Wireless».

## Участники записи альбома
- Мэттью Беллами — лидер-вокал, гитара, клавишные, пианино
- Доминик Ховард — ударные, перкуссии
- Крис Уолстенхолм — бас-гитара, бэк-вокал
- Пол Рив — бэк-вокал

## Синглы
| Название                   | Дата релиза                         | Формат                                         | Кат. #              | UK Singles Chart | Modern Rock Tracks chart (США) |
| -------------------------- | ----------------------------------- | ---------------------------------------------- | ------------------- | ---------------- | ------------------------------ |
| Stockholm Syndrome         | 14 июля 2003 (Апрель 2005 года США) | Только загружаемый с www.muse.mu               | N/A                 | -                | 31                             |
| Time Is Running Out        | 8 сентября 2003                     | CD/Vinyl 7"/DVD                                | EW 5050466-8549-2-6 | 8                | 9                              |
| Hysteria                   | 1 декабря 2003 (Октябрь 2004 США)   | CD/Vinyl 7"/DVD                                | EW 5050466-9738-2-5 | 17               | 9                              |
| Sing for Absolution        | 17 мая 2004                         | CD/Vinyl 7"/DVD                                | EW 5050467216228    | 16               | -                              |
| Apocalypse Please          | 23 августа 2004                     | Специальная благотворительная загрузка с Oxfam | N/A                 | -                | -                              |
| Butterflies and Hurricanes | 20 сентября 2004                    | CD/Vinyl 7"/DVD                                | ATUK003CD           | 14               | -                              |